# Frying Pan (LV-115)
Le Frying Pan(LV-115)  est un bateau-phare en acier riveté construit en 1929. Il a servi à Frying Pan Shoals (en), au large du cap Fear en Caroline du Nord, pendant plus de 30 ans. Il est maintenant un navire-musée amarré au North River Pier 66 (en) à Chelsea à New York.

## Historique

### Station Frying Pan Shoals
En 1854, en raison des plaintes des marins selon lesquelles la hauteur du phare de Bald Head était insuffisante et que la lumière de sa lentille de Fresnel de troisième ordre n'était pas assez brillante pour avertir les marins des eaux peu profondes des traîtres du Frying Pan Shoals au large du cap Fear en Caroline du Nord,le premier bateau-phare fut stationné sur les hauts-fonds au lieu d'une proposition visant à améliorer le phare de Bald Point. Le phare de Bald Point et d'autres ont été éteints pendant la guerre de Sécession pour éviter d'aider les navires du Nord. Les bateaux-phares sont restés en station pendant 110 ans.
Le 29 juillet 1944, le lieutenant Clarence Samuels (en), USCG, est devenu le premier hispano-américain d'origine africaine à commander un bateau-phare lorsqu'il a pris le commandement de Frying Pan.
Le navire a été remplacé par un phare en 1964. Le phare a été habité jusqu'en 1979, est connu comme un site de plongée et est toujours debout.
Le Frying Pan fut le dernier des neuf navires qui ont servi successivement, avec une certaine alternance, à la station Frying Pan Shoals pendant et depuis la guerre de Sécession.

### Construction et caractéristiques
Le LV-115 a été construit en 1929-1930 par Charleston Dry Dock & Machine Company (en) pour un prix contractuel de 274 434 $. La quille a été posée le 30 janvier 1929 avec un lancement le 30 août et une livraison le 8 avril 1930. En plus de la lumière, du klaxon et de la cloche à commande manuelle, le navire était équipé d'une radio, d'une radiobalise et d'une cloche de signalisation sous-marine lors de sa construction.

### Service
Frying Pan a servi à Frying Pan Shoals de 1930 à 1942, puis de 1945 à 1964. Pendant la Seconde Guerre mondiale, le navire a été utilisé comme navire d'examen, dans le cadre de la formation. Il a été retiré de ses fonctions à Frying Pan Shoals en 1964. Il a brièvement servi de navire de secours à Cape May, dans le New Jersey, puis a été désarmé en 1965.

### Préservation
Le navire a coulé en 1986. Il a été renfloué en 1987, puis revendu et finalement la restauration a commencé en 1988. 
Frying Pan est l'un des 13 navires-phares américains qui ont survécu, sur une centaine construits. Quatre autres bateaux-phares, Ambrose à South Street Seaport, Nantucket à Long Island, Chesapeake à Baltimore  et Swiftsure à Northwest Seaport sont devenus des monuments historiques nationaux et sont ouverts au public en tant que navires-musées. Il est devenu connu comme un site de fête à New York.
Il a été classé au registre national des lieux historiques le 28 janvier 1999 et nommé National Historic Landmark le 11 avril 1989.

## Galerie

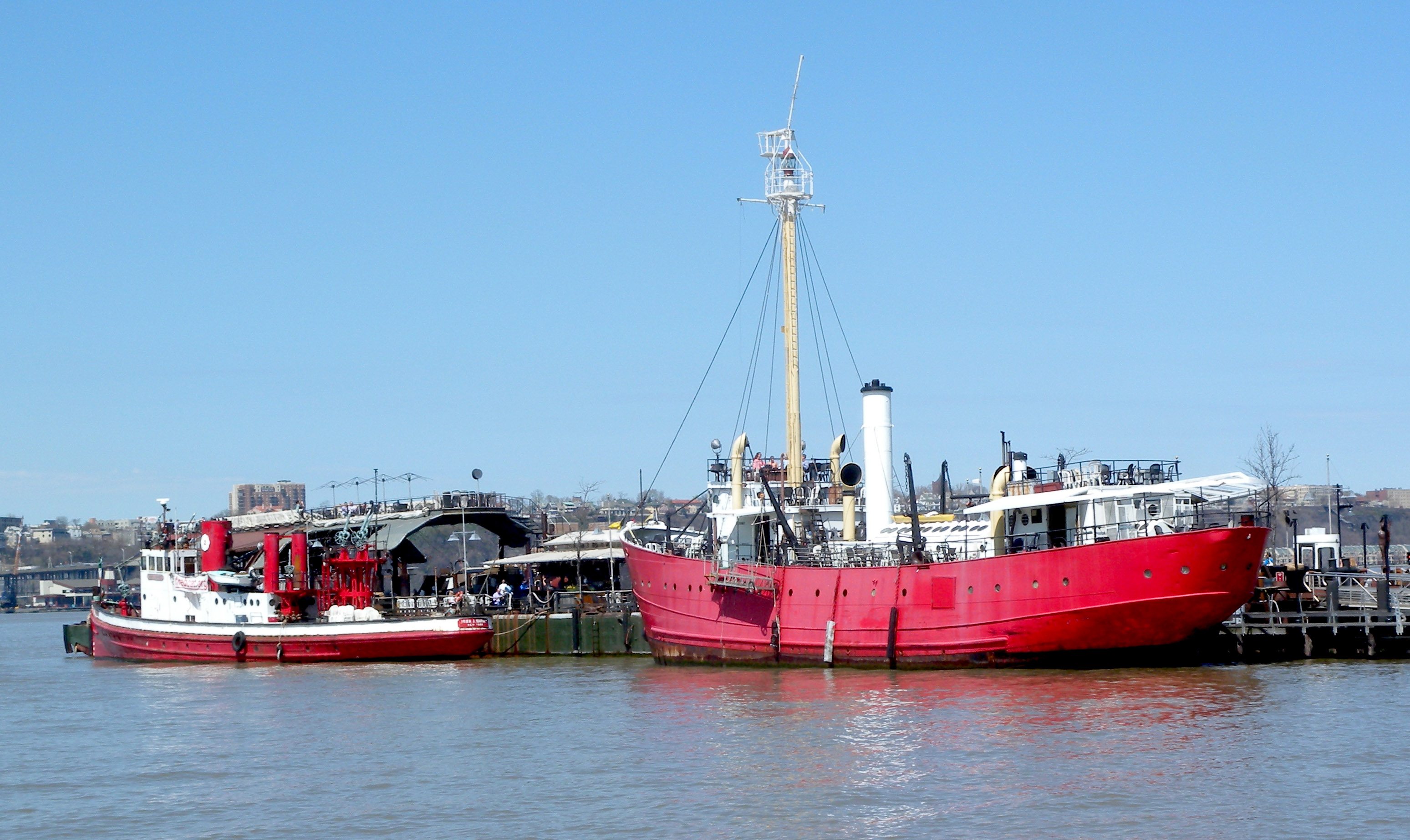
Frying-Pan à New York
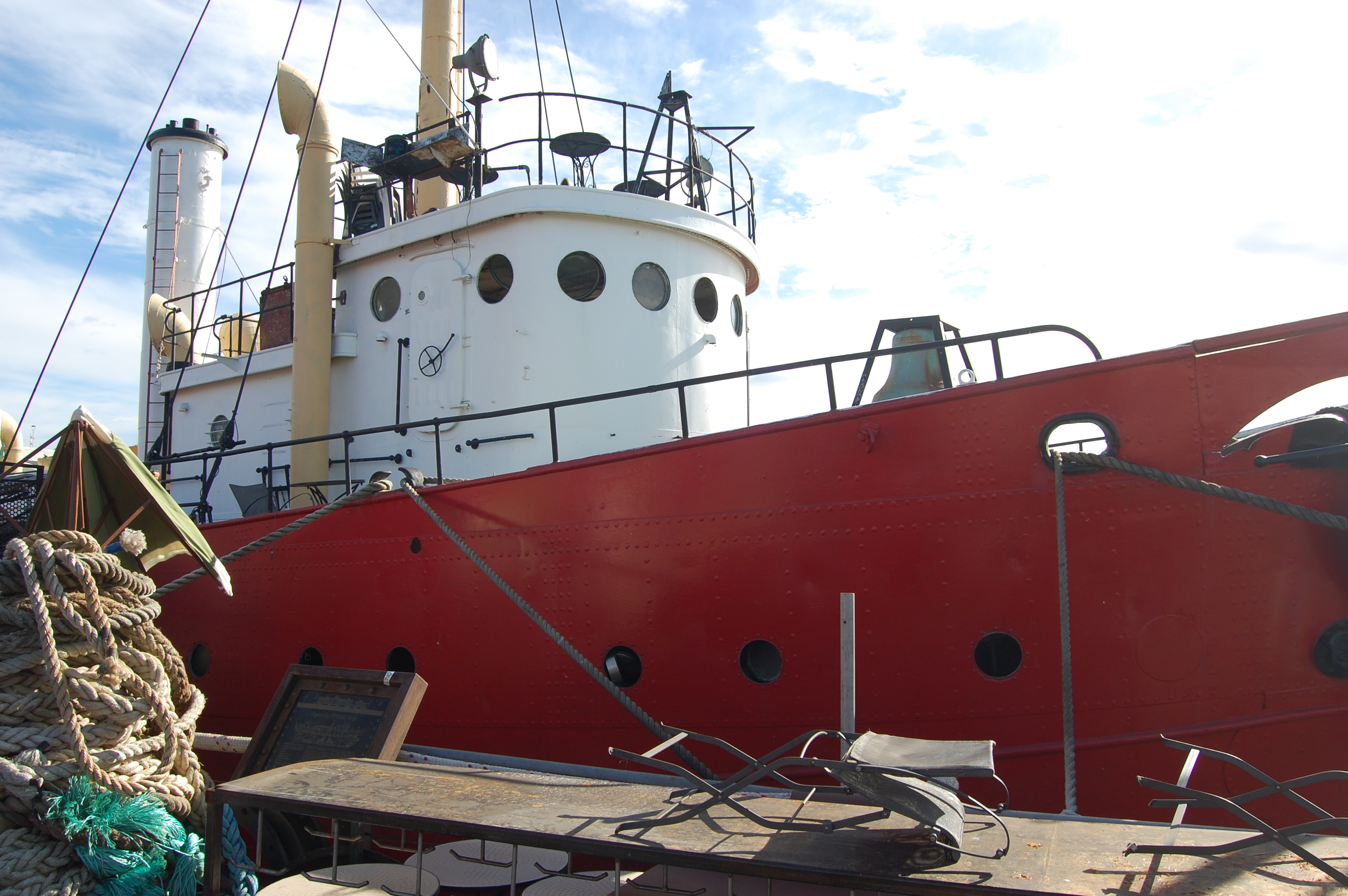